# حارة ريشان (صنعاء همدان)
حارة ريشان هي إحدى حارات حي علو ضلاع همدان بضواحي صنعاء مديرية همدان، بلغ تعداد سكانها 993 نسمة حسب تعداد اليمن لعام 2004.